# Siamese Dream
Az 1993-as Siamese Dream a The Smashing Pumpkins amerikai alternatív rock együttes második nagylemeze. Az albumon a shoegazing, a dream pop, a grunge, a klasszikus rock, a heavy metal és a progresszív rock hatása is megfigyelhető.
Habár a munkálatokat rengeteg akadály nehezítette, a Siamese Dream a 10. helyig jutott a Billboard 200-on. Az Egyesült Államokban több mint négymillió példányban kelt el, világszerte több mint hatmillió példányt értékesítettek, így a lemez bebiztosította a The Smashing Pumpkins jelenlétét az alternatív rock színpadán. Négy sikeres kislemez jelent meg mellé: Cherub Rock, Today, Disarm és Rocket. A Rolling Stone magazin Minden idők 500 legjobb albuma listáján a 360. lett. Szerepel az 1001 lemez, amit hallanod kell, mielőtt meghalsz című könyvben.

## Az album dalai
|     | Cím         | Szerző(k)         | Hossz |
| --- | ----------- | ----------------- | ----- |
| 1.  | Cherub Rock | Billy Corgan      | 4:58  |
| 2.  | Quiet       | Corgan            | 3:41  |
| 3.  | Today       | Corgan            | 3:19  |
| 4.  | Hummer      | Corgan            | 6:57  |
| 5.  | Rocket      | Corgan            | 4:06  |
| 6.  | Disarm      | Corgan            | 3:17  |
| 7.  | Soma        | Corgan, James Iha | 6:39  |
| 8.  | Geek U.S.A. | Corgan            | 5:13  |
| 9.  | Mayonaise   | Corgan, Iha       | 5:50  |
| 10. | Spaceboy    | Corgan            | 4:28  |
| 11. | Silverfuck  | Corgan            | 8:43  |
| 12. | Sweet Sweet | Corgan            | 1:38  |
| 13. | Luna        | Corgan            | 3:20  |

## Közreműködők
- Billy Corgan – ének, gitár, basszusgitár, mellotron a Spaceboyon, vonósok hangszerelése, producer, keverés
- Jimmy Chamberlin – dob
- James Iha – gitár, ének
- D'arcy Wretzky – basszusgitár, ének
- Mike Mills – zongora a Soman
- Eric Remschneider – vonósok hangszerelése és cselló a Disarm és Luna dalokon
- David Ragsdale – vonósok hangszerelése és hegedű a Disarm és Luna dalokon
- Butch Vig – producer, hangmérnök, keverés, vonósok hangszerelése
- Jeff Tomei – hangmérnök
- Tim Holbrook – speciális technikai mérnök
- Alan Moulder – keverés
- Howie Weinberg – mastering
- Len Peltier – művészeti vezető
- Steve J. Gerdes – design
- Melodie McDaniel – fényképek